# Marder II
Marder II a fost un distrugător de tancuri german bazat pe șasiul lui Panzer II. În prezent, numai patru astfel de tancuri mai există. Marder II era echipat cu un tun Pak 40 de 7,5 cm și avea un blindaj gros de 5-35 mm. 

## Galerie

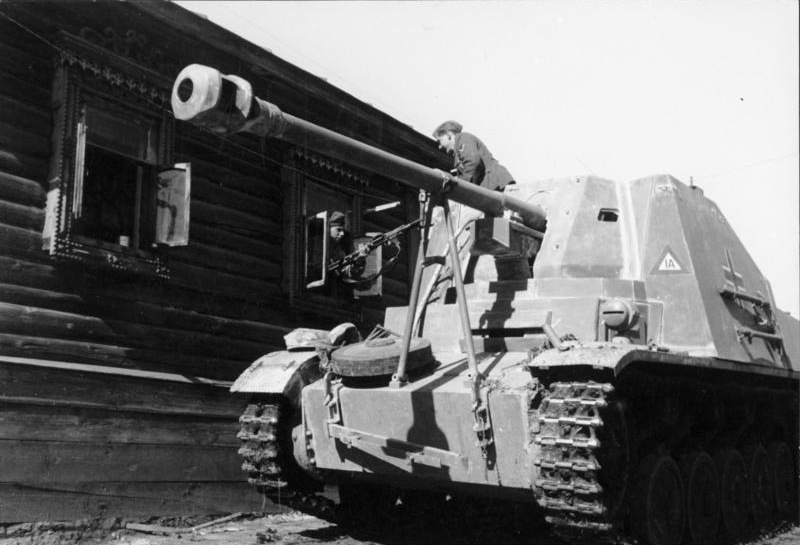
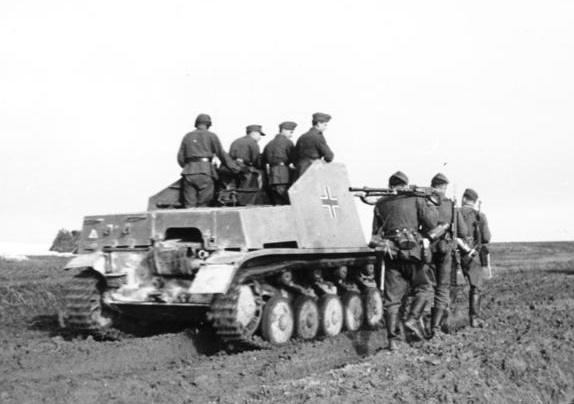
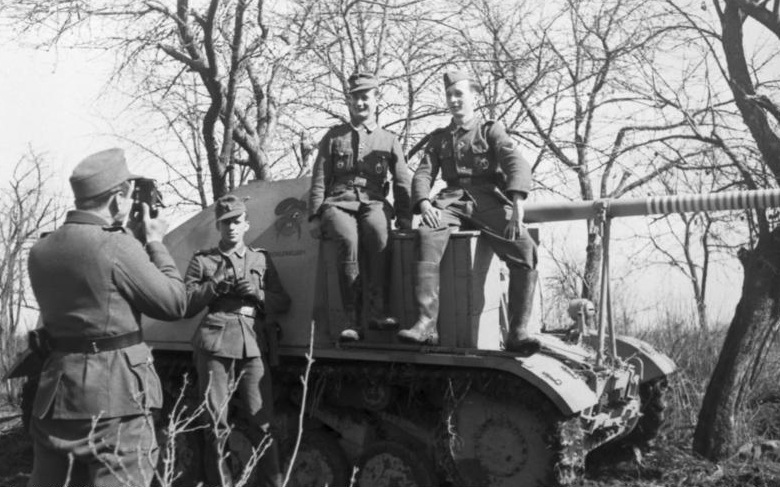
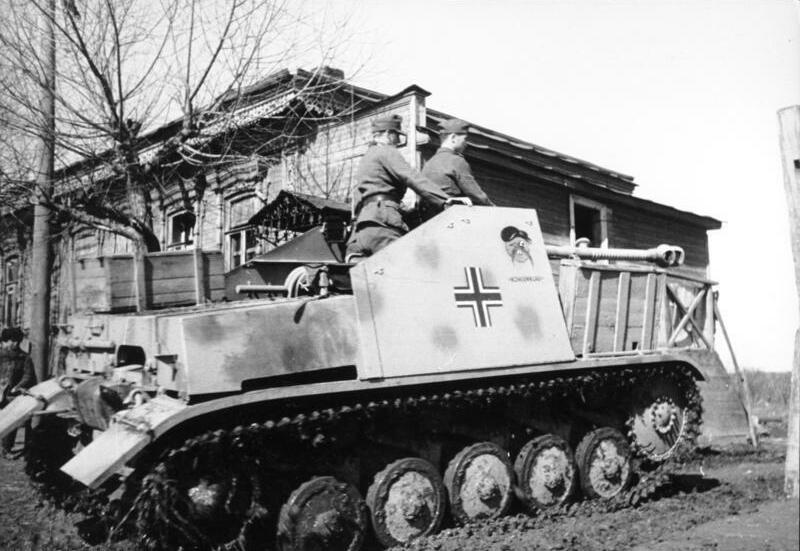